# California (U-Boot)
Die California, auch USS California  (Kennung: SSN-781), ist ein atomgetriebenes Jagd-U-Boot der Virginia-Klasse der United States Navy. Das U-Boot ist nach dem US-amerikanischen Bundesstaat Kalifornien benannt.

## Geschichte
SSN-781 wurde 2003 in Auftrag gegeben und im Mai 2009 bei Newport News Shipbuilding auf Kiel gelegt. Am 6. November 2010 wurde das U-Boot getauft, Taufpatin war Donna Willard, die Ehefrau von Admiral Robert F. Willard. Eine Woche später wurde das Baudock geflutet und die California damit vom Stapel gelassen. Im August 2011 übernahm die US Navy das U-Boot acht Monate vor dem vertraglich zugesicherten Zeitpunkt. Am 29. Oktober 2011 wurde die California in Norfolk in Dienst gestellt. Sie wurde daraufhin in der Naval Submarine Base New London in Groton stationiert.